# عناكب الباب المسحور ذات غطاء الفلين
عناكب الباب المسحور ذات غطاء الفلين (الاسم العلمي: Halonoproctidae)، فصيلة عناكب من رتيبة رتيلاء الشكل، فُصلت الفصيلة عن عناكب الباب المسحور في عام 2018. تنتشر أنواعه على نطاق واسع في أمريكا الشمالية وأمريكا الوسطى وأستراليا وآسيا وجنوب أوروبا وشمال أفريقيا. تم تسجيل نوع واحد من فنزويلا في أمريكا الجنوبية. هي عناكب كبيرة نسبيًا، ملونة بشكل باهت، تعيش في الجحور.